# Anochetus traegaordhi
Anochetus traegaordhi är en myrart som beskrevs av Mayr 1904. Anochetus traegaordhi ingår i släktet Anochetus och familjen myror. Inga underarter finns listade i Catalogue of Life.

## Bildgalleri

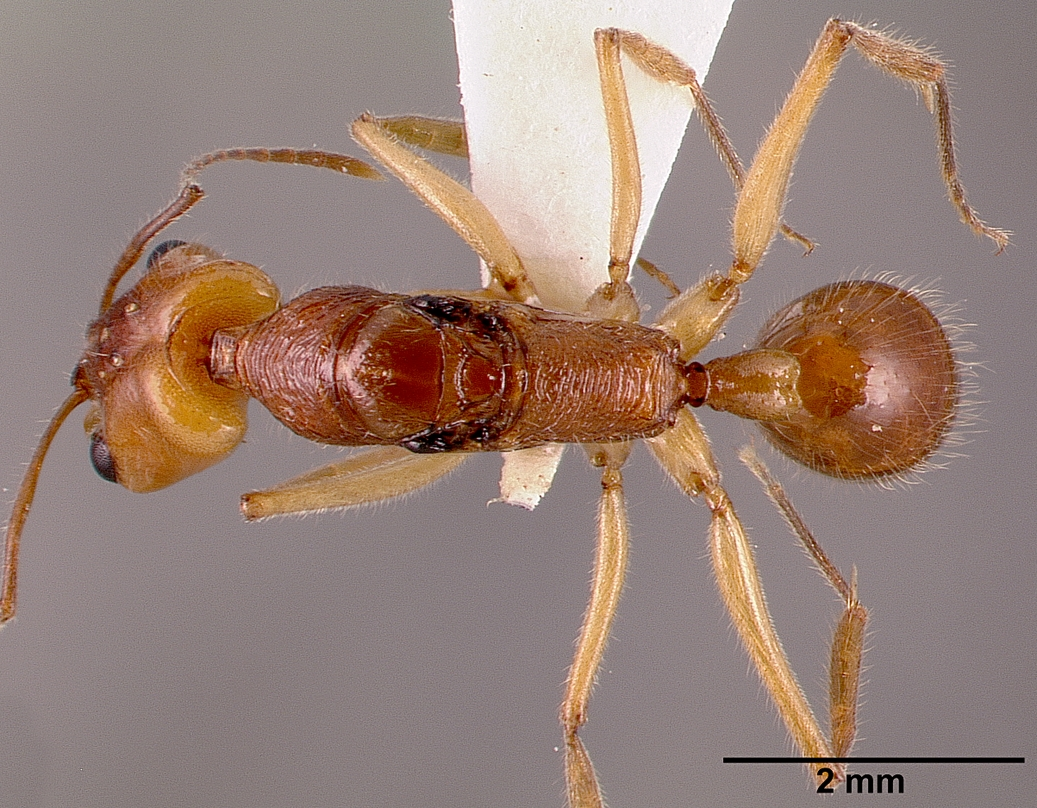
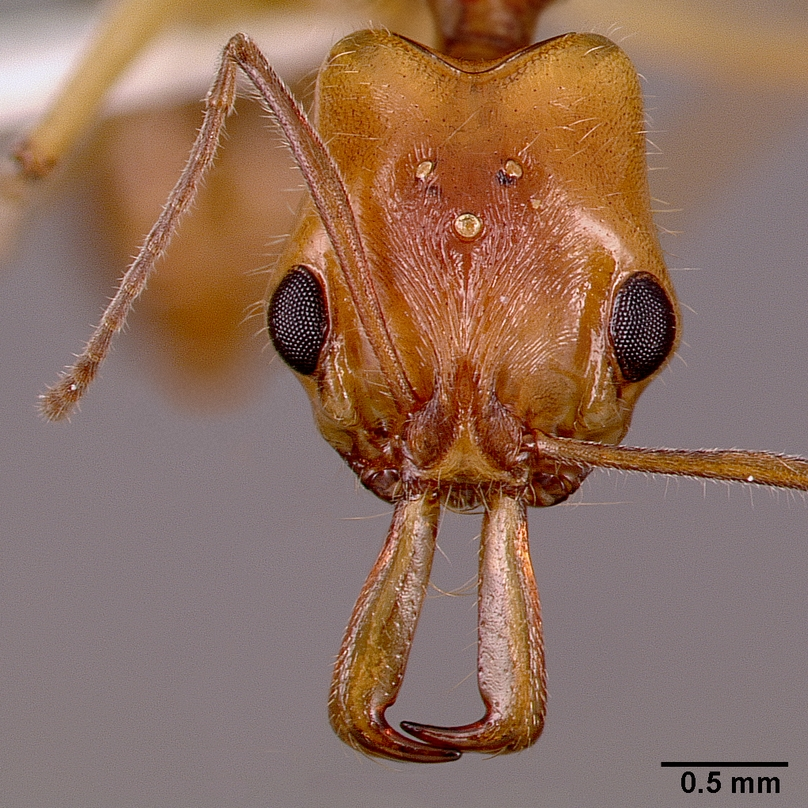
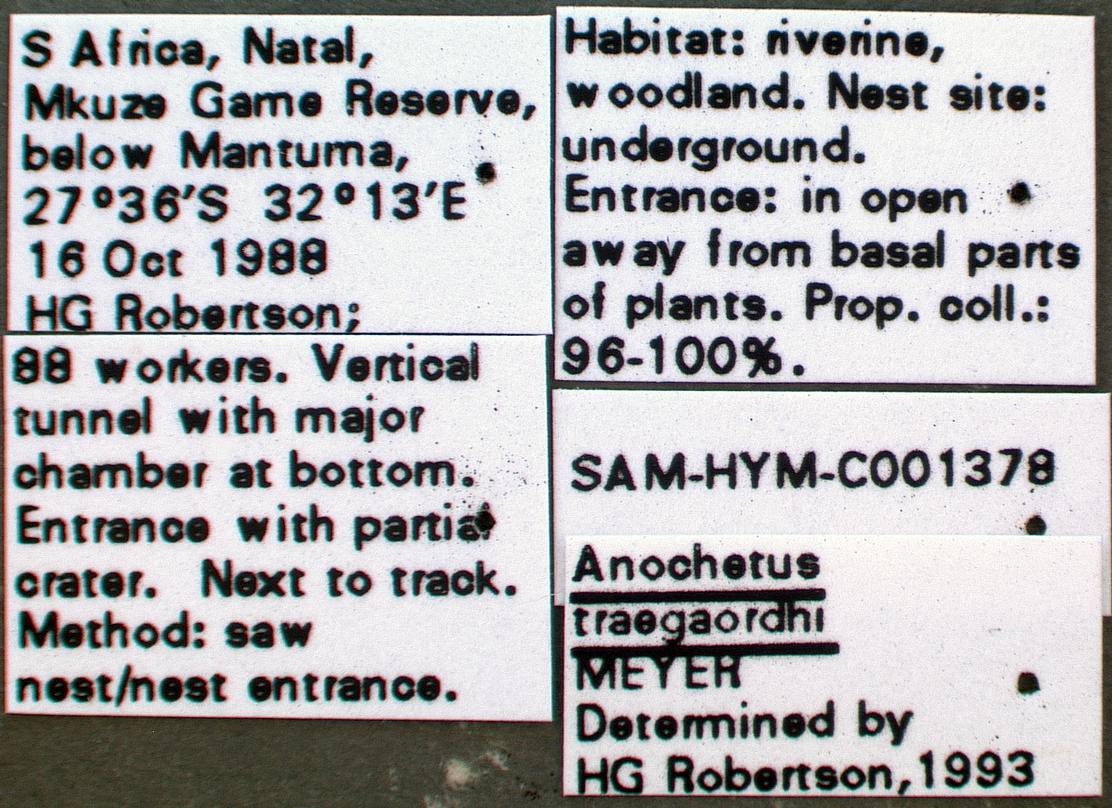
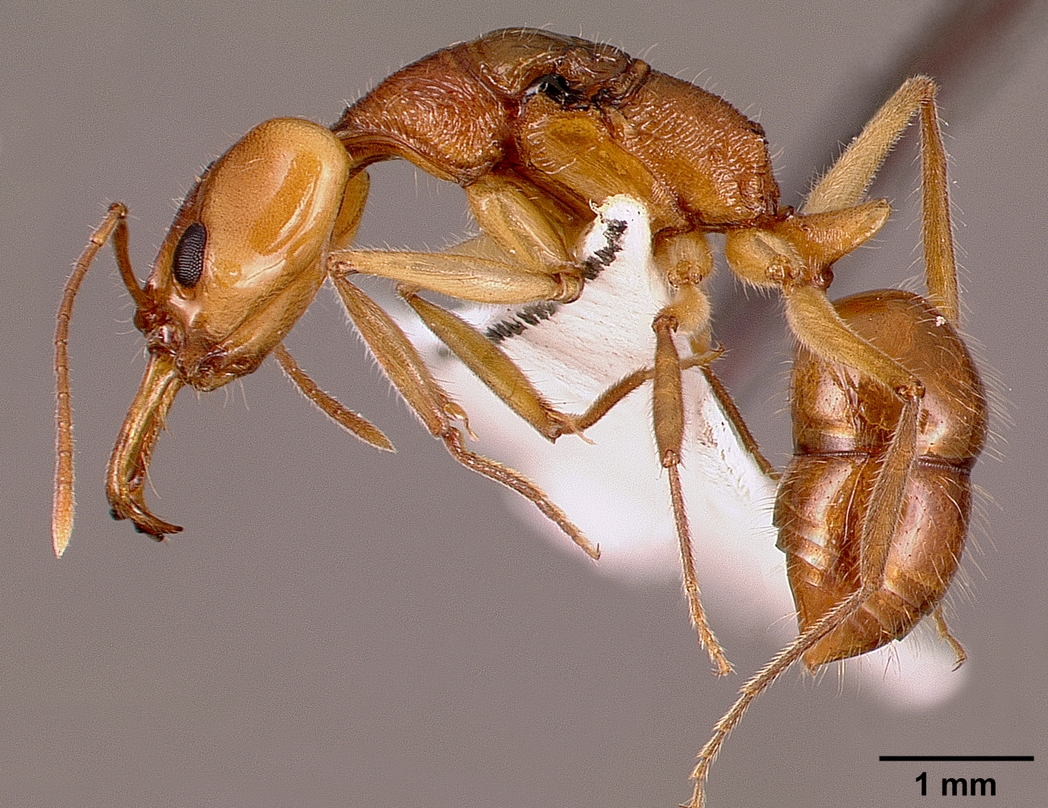
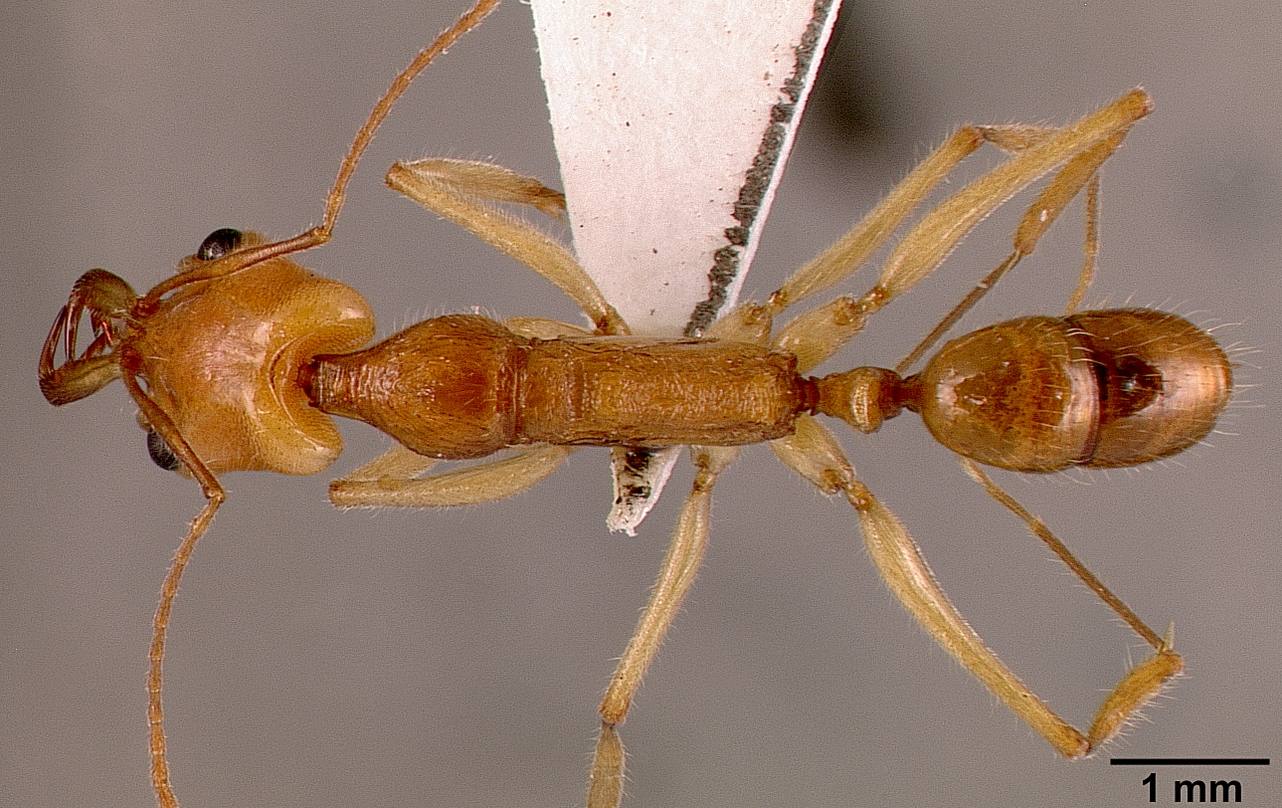
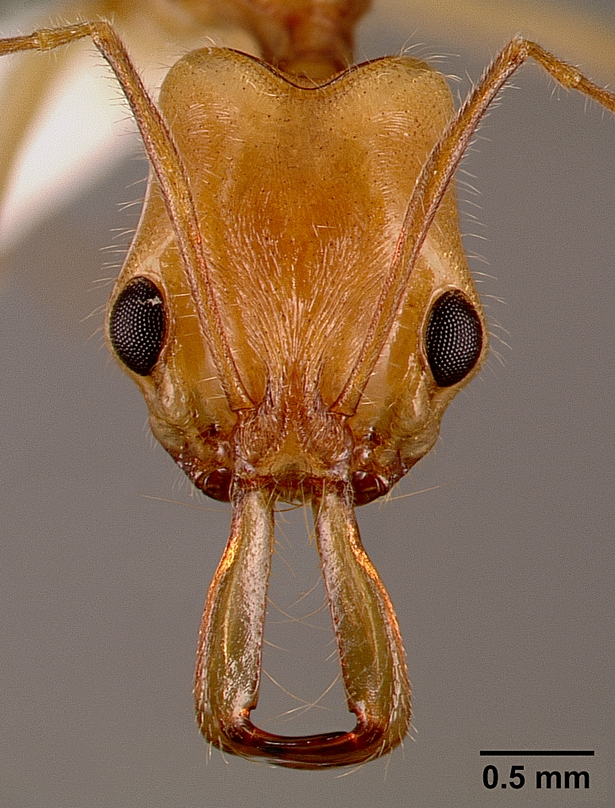